# Лукина (Катайский район)
Лукина — деревня в Катайском районе Курганской области. Входит в состав Шутинского сельсовета.

## История
До 1917 года в составе Крестовской волости Камышловского уезда Пермской губернии. По данным на 1926 год состояла из 213 хозяйств. В административном отношении входила в состав Шутинского сельсовета Катайского района Шадринского округа Уральской области.

## Население
| 1989 | 2002 | 2010 |
| ---- | ---- | ---- |
| 312  | ↘205 | ↘145 |

По данным переписи 1926 года в деревне проживало 1039 человек (490 мужчин и 549 женщин), в том числе: русские составляли 100 % населения.